# Avenue Henri-Martin
Avenue Henri-Martin är en gata i Quartier de la Muette och Quartier de la Porte-Dauphine i Paris 16:e arrondissement. Avenue Henri-Martin, som börjar vid Rue de la Pompe 77 och slutar vid Place de Colombie, är uppkallad efter den franske historikern och politikern Henri Martin (1810–1883).

## Omgivningar
- Notre-Dame-de-Grâce de Passy
- Notre-Dame-de-l'Assomption de Passy
- Jardin Claude-Debussy med Fontaine Claude-Debussy
- Square Lamartine

## Bilder
| - Henri Martin. - Notre-Dame-de-Grâce de Passy. - Notre-Dame-de-l'Assomption de Passy. |

| - Jardin Claude-Debussy med Fontaine Claude-Debussy. - Square Lamartine. |

## Kommunikationer
- Tunnelbana – linje  – Rue de la Pompe
- Busshållplats Victor Hugo – Henri Martin – Paris bussnät, linje 63

### Webbkällor
- ”Avenue Henri-Martin”. Mairie de Paris. http://www.v2asp.paris.fr/commun/v2asp/v2/nomenclature_voies/Voieactu/4500.nom.htm. Läst 17 maj 2021.
- ”Avenue Henri-Martin”. Les rues de Paris. http://www.parisrues.com/rues16/paris-16-avenue-henri-martin.html. Läst 17 maj 2021.